# Amstrad GX4000
Met de Amstrad GX4000 probeerde Amstrad in 1990 de spelcomputermarkt te betreden. De GX4000 was feitelijk een doorontwikkeling van de destijds nog steeds populaire Amstrad CPC-computertechnologie was het dan ook een aangepaste CPC6128+, waardoor de GX4000 compatibel was met de meeste CPC+ computersoftware.
Het ontwerp van de spelcomputer was rank, met ronde vormen. De spelcomputer ontving - in eerste instantie - lovende kritieken en beschikte over indrukwekkende geluids- en grafische kwaliteiten (een kleurenpalet bestaand uit 4096 kleuren - ter vergelijking: de Sega Mega Drive beschikte slechts over een palet van 512 kleuren), hardwarematige sprites en scrolling. De spelcartridges konden ook gebruikt worden in combinatie met de nieuwe Amstrad 464+ en 6118+ computers, die rond dezelfde tijd werden uitgebracht.

## Commerciële flop
Commercieel gezien was de GX4000 geen succes en het is tot dusverre een van de minst succesvolle spelcomputers aller tijden. Gedeeltelijk werd dit veroorzaakt doordat het hart van de spelcomputer werd gevormd door, enigszins verouderde, 8-bit technologie. Een andere reden was de vrijwel gelijktijdige lancering van de 16-bit Sega Mega Drive en Nintendo's Super Nintendo Entertainment System. Ten tijde van de lancering waren er slechts enkele softwaretitels leverbaar en van vele aangekondigde softwaretitels werd de lanceerdatum met vele maanden uitgesteld of de spellen verschenen in het geheel niet.
Het gevolg hiervan was dat het systeem reeds na enkele weken na de introductie tegen sterk gereduceerde verkoopprijzen kon worden verkregen. De GX4000 werd slechts enkele maanden gefabriceerd voordat de productie werd beëindigd.

## Spellen
In totaal werden voor de GX4000 minder dan 40 spellen uitgebracht, waarvan slechts de helft origineel en exclusief voor de GX4000. De spellen werden voornamelijk ontwikkeld door Britse softwareontwikkelaars. Noemenswaardig zijn de spellen Burnin' Rubber, Robocop2, Pang, Plotting, Navy Seals en Switchblade.

## Technische specificaties
- Processor

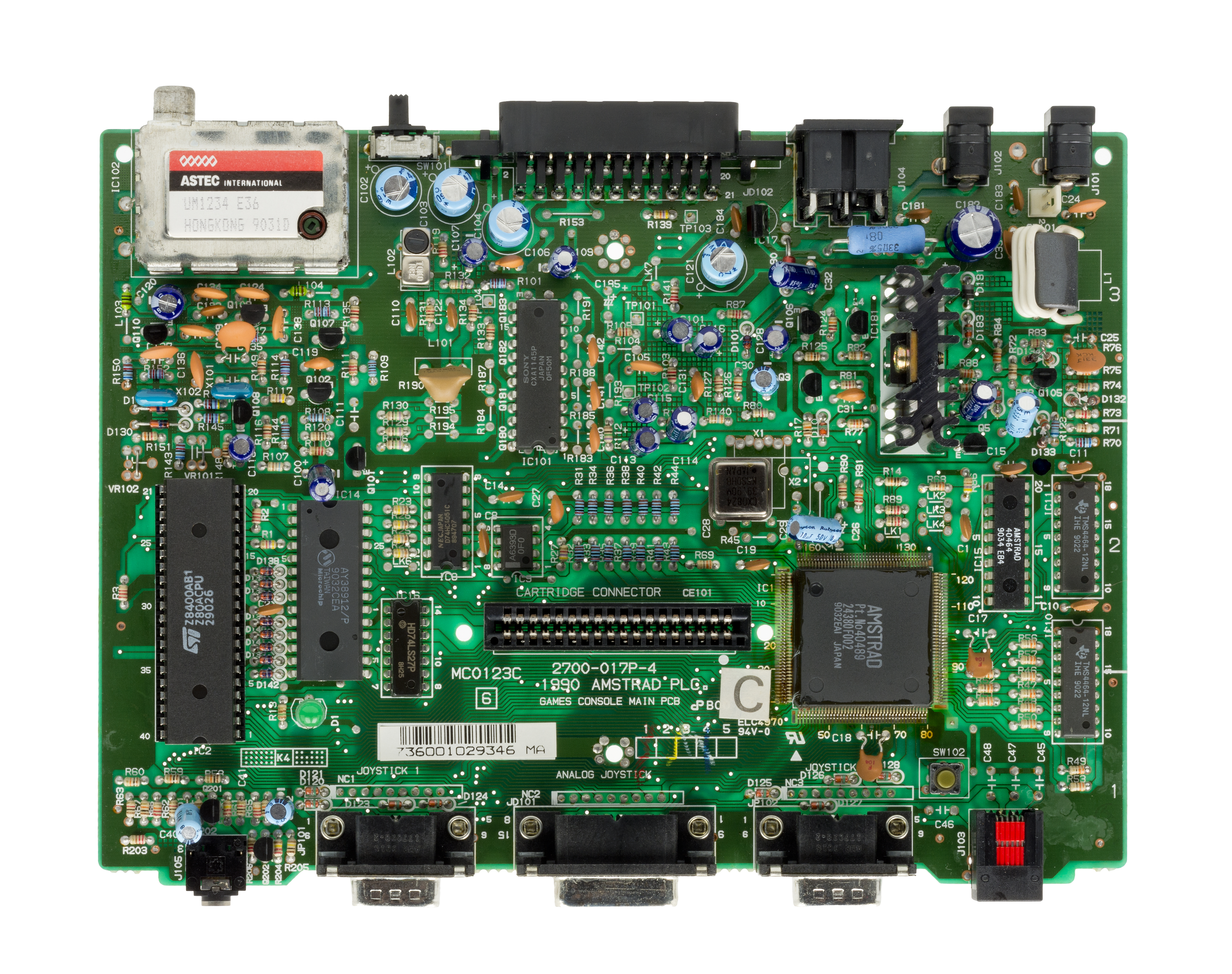
Moederbord van een GX4000

  - Zilog Z80 (kloksnelheid 4 MHz)
- Grafische weergave
  - resolutie: 160 × 200 tot 640 × 200 beeldpunten
  - kleurenpalet: 4096, waarvan 32 kleuren gelijktijdig
  - sprites: 16, gelijktijdig
- Geheugen
  - ROM: 32 kB
  - RAM: 64 kB
  - VRAM: 16 kB
- Geluid
  - 3 kanaals mono (General Instrument AY-3-8910)